# Мартинес, Клифф
Клифф Мартинес (англ. Cliff Martinez  род.  5 февраля, 1954) — американский композитор музыки к кинофильмам и бывший барабанщик следующих исполнителей: Капитан Бифхарт, The Dickies, The Weirdos, Лидия Ланч и Red Hot Chili Peppers (1984—1986).

## Биография
Клифф Мартинес родился в  Бронксе, Нью-Йорк. Вырос в городе Колумбус, штат Огайо. Свою первую музыку он написал для популярного  детского комедийного телесериала Домик Пи-Ви Хермана. Однако, в то время его больше интересовали рок-группы, в некоторых из них он короткое время играл в качестве барабанщика. В итоге, его интересы поменялись, и он сосредоточился на сочинении музыки к кинофильмам.
Свой первый саундтрек он написал для фильма Секс, ложь и видео, режиссёра Стивена Содерберга. Содерберг впоследствии прибегал к помощи Мартинеса для сочинения музыки к нескольким фильмам, среди которых Траффик в 2000 году и содерберговская экранизация 2002 года романа Станислава Лема Солярис.

## Фильмография
- Секс, ложь и видео (1989)
- Врубай на полную катушку (1990)
- Кафка (1991)
- Чёрная магия (1992), телефильм
- Царь горы (1993)
- Там, внутри (1995)
- Анатомия Грея (1996)
- Шизополис (1996)
- Грех (1998)
- Англичанин (1999)
- Траффик (2000)
- Наркобарон (2002)
- Солярис (2002)
- Уондерлэнд (2003)
- Одержимость (2004)
- Крэйзи (2005)
- Первый снег (2006)
- Злость (2008)
- Путь клинка (2008)
- Шпионы (2009)
- Суровая явь (2009)
- В начале (2009)
- Линкольн для адвоката (2011)
- Драйв (2011)
- Заражение (2011)
- Грязные игры (2012)
- Отвязные каникулы (2012)
- Только Бог простит (2013)
- Обычное сердце (2014)
- Больница Никербокер (2014)
- Неоновый демон (2016)
- Парни со стволами (2016)
- Иностранец (2017)
- Охота на воров (2018)
- Отель «Артемида» (2018)
- Слишком стар, чтобы умереть молодым (2019)

## Дискография

### С группой The Weirdos
- Weird World (сборник)

### С Лидией Ланч
- 13:13 (1982)
- Stinkfist (1986)

### C Капитаном Бифхартом
- Ice Cream For Crow (1982)

### С группой Red Hot Chili Peppers
- The Red Hot Chili Peppers (1984)
- Freaky Styley (1985)

### С группой The Dickies
- Killer Clowns From Outer Space (1988)
- The Second Coming (1989)
- Locked N' Loaded Live in London (1991)
- Idjit Savant (1994)